# Pietru Caxaro

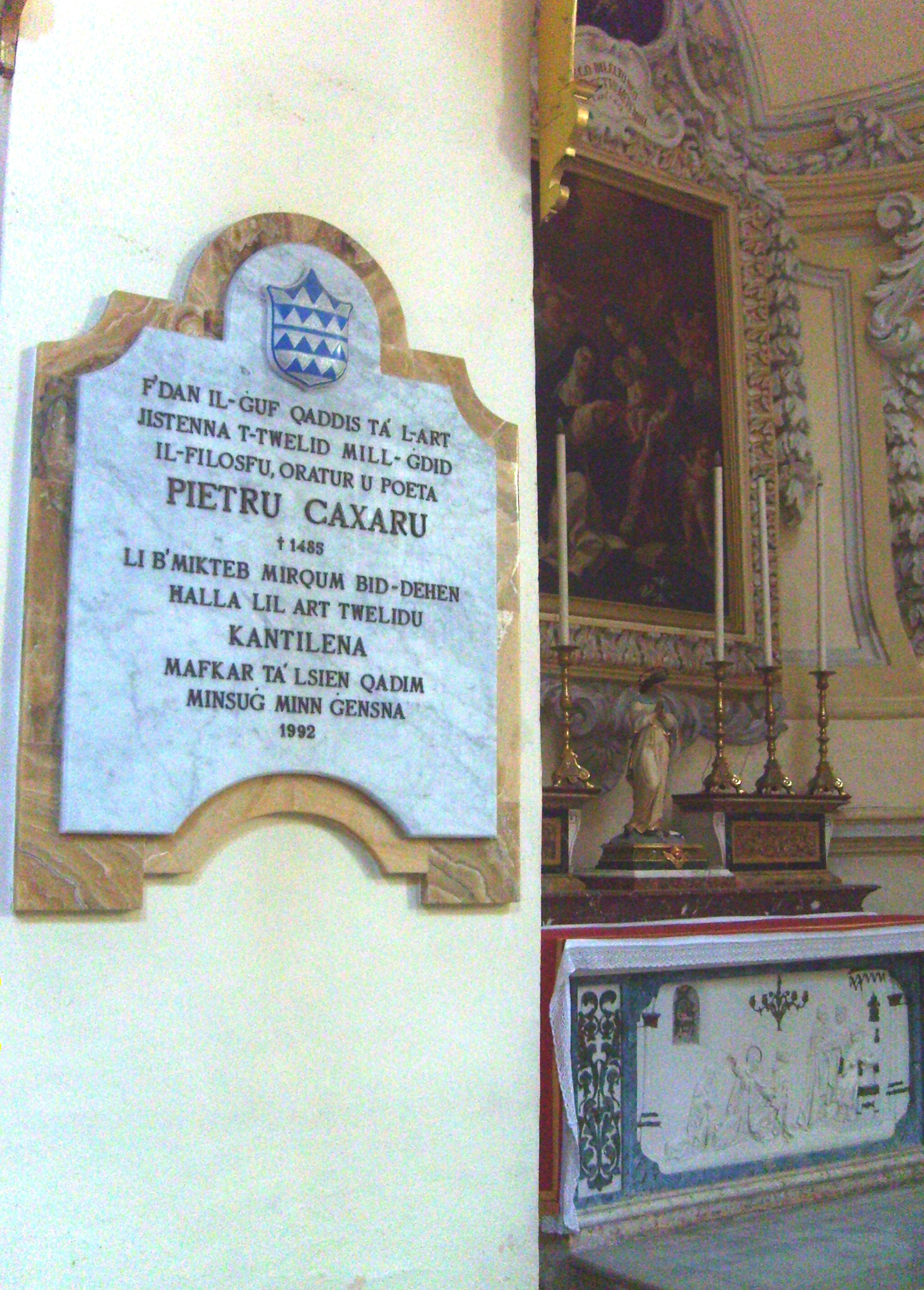
Pietru Caxaro's grafmonument in de Dominicuskerk in Rabat.

Peter (Pietru) Caxaro (Mdina, ca. 1400 - aldaar, augustus, 1485) was een Maltees filosoof en poëet uit de middeleeuwen.

## Biografie
Pietru Caxaro werd in de stad Mdina geboren in een welgestelde familie. Zijn eerste studie voltooide hij op Malta. Daarna vertrok hij voor zijn studie naar Italië, daar ging hij in Palermo studeren. In 1438 was hij klaar met zijn studies en ging hij werken als notaris. Vanaf 1440 werkte Caxaro als rechter in Gozo en Malta. Caxaro maakte ook deel uit van de stadsraad van Mdina. In 1480 beschuldigde Caxaro de Bisschop van Malta van corruptie. Caxaro wilde zijn aanklacht niet intrekken en werd door de desbetreffende bisschop geëxcommuniceerd. Na een jaar werd de excommunicatie opgeheven na grote druk van de stadsraad van Mdina. In augustus 1585 overleed Caxaro in zijn geboortestad en liet zijn spullen na aan de Dominicanen.

## Werken
- Cantilena